# Bellavista, Guanajuato
Bellavista är en ort i Mexiko.   Den ligger i kommunen Cortazar och delstaten Guanajuato, i den centrala delen av landet, 220 km nordväst om huvudstaden Mexico City. Bellavista ligger 1 753 meter över havet och antalet invånare är 499.
Terrängen runt Bellavista är platt norrut, men söderut är den kuperad. Runt Bellavista är det tätbefolkat, med 613 invånare per kvadratkilometer. Närmaste större samhälle är Celaya, 9,5 km öster om Bellavista. Omgivningarna runt Bellavista är en mosaik av jordbruksmark och naturlig växtlighet.